# Bastien Girod
Pour les articles homonymes, voir Girod.
Bastien Girod, né le 21 décembre 1980 à Genève (originaire de Champoz), est une personnalité politique suisse du canton de Zurich, membre des Verts.
Il siège au Conseil national de fin 2007 à fin 2024.

## Biographie
Bastien Girod naît le 21 décembre 1980 à Genève. Il est originaire de Champoz, dans le Jura bernois. Son père est médecin, tandis que sa mère s'occupe du foyer puis exerce le métier de travailleuse sociale. Il a une sœur et deux demi-frères et sœurs. La famille accueille au surplus trois enfants placés.
Il grandit à Bienne et suit sa scolarité initiale dans une école Rudolf Steiner. Il est titulaire d'un doctorat en sciences de l'environnement de l'École polytechnique fédérale de Zurich (EPFZ) obtenu en 2009 et d'une maîtrise en administration des affaires (MBA) de l'Université de Zurich obtenue en 2018. Il est assistant et chercheur depuis 2011 à l'EPFZ. 
Il dirige depuis avril 2018 le secteur innovation environnementale de l'entreprise South Pole,. Il rejoint au printemps 2024 le cabinet de conseil Deloitte, où il est responsable des questions de durabilité et de changement climatique.
Il vit à Zurich depuis 2001. Il est marié depuis 2012 à Ellen Tkatch, Miss Zurich 2004 et influenceuse numérique qui tient un site Internet parental. Ils ont deux enfants,,.

## Parcours politique
D'abord membre des Jeunes socialistes et militant de Greenpeace, Bastien Girod est l'un des cofondateurs de la section zurichoise des Jeunes verts. En 2005, il devient membre du comité de la section zurichoise de l'Association transports et environnement[réf. nécessaire].
Il est élu au Conseil communal (législatif) de la ville de Zurich en 2006, où il siège de février 2006 à novembre 2007.
Il est élu au Conseil national en octobre 2007, puis réélu à quatre reprises (octobre 2011 et octobre 2015 avec le meilleur score de sa liste,, puis octobre 2019 et octobre 2023). Il siège à la Commission de l'environnement, de l'aménagement du territoire et de l'énergie (CEATE). Il annonce à la fin août 2024 sa démission pour la fin de la session d'automne 2024.
Il est candidat en 2015 au Conseil des États, mais n'est pas élu (4e du premier tour et 2e du second tour, derrière le libéral-radical Ruedi Noser, 106 946 voix contre 150 548).
Le 21 avril 2012, à l'occasion du renouvellement de l'équipe dirigeante du Parti écologiste suisse, il est candidat à la coprésidence, mais n'est élu qu'à l'un des quatre postes de vice-président,. Il quitte cette fonction en 2018.
En 2017, il est candidat à l'investiture de son parti pour les élections au Conseil de ville (exécutif) de Zurich, mais son parti lui préfère Karin Rykart par 94 voix contre 59.

### Profil et actions politiques
Il participe à la campagne pour l'interdiction des véhicules les plus polluants, dont les plus gros 4x4 à partir de 2004,.
En août 2007, il pose nu dans le parking de la police municipale de Zurich avec d'autres membres de son parti pour protester contre les fouilles corporelles et exiger un rapport sur le sujet,,.
Il est l'un des auteurs de l'initiative populaire fédérale contre l'élevage intensif lancée en 2018,,.

## Publications
- (de) Green Change, Bâle, Zytglogge, mai 2010, 232 p. (ISBN 978-3-7296-0804-7)